# Матешко Анатолій Миколайович
Анато́лій Микола́йович Мате́шко (нар. 29 вересня 1953, Гостомель, Київська область, Українська РСР) — радянський та український актор, кінорежисер. Член Національної спілки кінематографістів України. Брат актриси О. Матешко.

## З біографії
Народився 29 вересня 1953 року Гостомелі в родині робітника.
Під впливом старшої сестри Ольги, після закінчення школи вступив на акторський факультет Київського державного інституту театрального мистецтва імені І. К. Карпенка-Карого, який закінчив у 1976 році і був направлений на Київську кіностудію імені Олександра Довженка.
Анатолій Матешко має значний акторський досвід.
У 1983—2012 роки як режисер зняв близько 20 фільмів та серіалів. Найвідоміші глядачу «День народження Буржуя», «Даша Васильєва. Прихильниця приватного розшуку».
У 2014 році вийшов його перший повнометражний фільм, з часів СРСР, дитячий мюзикл «Трубач» (робоча назва «Сурмач»).

## Фільмографія

### Кіноролі
- «В бій ідуть тільки „старики“» (1973, льотчик)
- «Земні та небесні пригоди» (1974, Стас Хмара)
- «Як гартувалась сталь» (1975, комсомолець)
- «Канал» (1975, Ігор)
- «Запрошення до танцю» (1977, епіз.)
- «Бірюк» (1977)
- «Талант» (1977)
- «Весь світ в очах твоїх…» (1977, епіз.)
- «Суворе чоловіче життя» (1977, Віктор Олексійович Сорокін, лейтенант, «Ленфільм», Срібна медаль ім. О. П. Довженка)
- «Паркан із блакитним оком» (1978, к/м)
- «Блакитні блискавки» (1978, Дойников)
- «Син чемпіона» (1978, Шурик Клейменов)
- «Швидше за власну тінь» (1980, Петро Корольов, к/с ім. М.Горького)
- «Наталка Полтавка» (1978, Петро)
- «Дзвін минаючого літа» (1979, Степан)
- «Пора літніх гроз» (1980)
- «Петля Оріона» (1980, Тамаркін)
- «Танкодром» (1981, Окунєв)
- «Старі листи» (1981, Михайло)
- «Якщо ворог не здається...» (1982, Смирнов)
- «Інспектор Лосєв» (1982, Денісов)
- «Весільна подорож перед весіллям» (1982, Ніку)
- «Якщо можеш, прости...» (1984)
- «На дворі XX століття» (1986)
- «Звинувачується весілля» (1986, гість)
- «Виконати будь-яку правду» (1987)
- «Повернення» (1987, Олег)
- «Жменяки» (1987, Петро Брила)
- «Єлисейські поля» (1993, Володимир Миколайович, поміщик)
- «Приятель небіжчика» (1997, Борис)
- «Усім привіт!» (2000, Антог)
- «Завтра буде завтра» (2002, телес. 14 с.)
- «Адреналін» (2008, бізнесмен)
- «Акула» (2009, Сергій Протасов; серіал, Україна)
- «F63.9 Хвороба кохання» (2013)
- «Хто ти?» (2018, лікар; Украина)
- «Артист» (2019, серіал, Україна) та інші...

### Режисер-постановник
Художні фільми:
- «Тоді і війна скінчиться» (1983, к/м)
- «Зінка» (1986, к/м)
- «Чорна яма» (1987, к/м; Приз Всесоюзного кінофестивалю в Баку, 1988)
- «Зелений вогонь кози» (1989, СРСР)[2]
- «Ха-бі-аси» (1990, СРСР)
- «Жінка для всіх» (1991, СРСР)
- «Поцілунок черепахи» (1995, документальний, Україна)
- «Трубач» (2014, Україна)
- «Captum» (2015, Україна)
- «Фокстер & Макс» (2018, Україна)

### Телефільми і серіали
Телефільми:
- «Даша Васильєва. Любителька приватного розшуку: Дантисти теж плачуть» (2003, телефільм, Росія)
- «Даша Васильєва. Любителька приватного розшуку: За всіма зайцями» (2003, телефільм, Росія)
- «Даша Васильєва. Любителька приватного розшуку: Круті спадкоємці» (2003, телефільм, Росія)
- «Міф про ідеального чоловіка» (2005, телефільм, Україна)
- «Битва сонечок» (2007, телефільм, Україна)
- «Місяць-Одеса» (2007, телефільм, Росія)
- «Геній пустого місця» (2008, телефільм, Росія)
- «Дот» (2009, телефільм, Росія / Україна)
- «Двоє» (2010, телефільм, Росія)
- «Остання справа Казанови» (2011, телефільм, Росія)
- «Кохаю, бо кохаю» (2012, телефільм, Україна)
- «Ти будеш моєю» (2013, телефільм, Росія)
- «Камінний гість» (2013, телефільм, Росія)
- «Чоловік на годину» (2014, телефільм, Україна)

Телесеріали:
- «День народження Буржуя» (1999, мінісеріал, Росія / Україна)
- «День народження Буржуя 2» (2001, мінісеріал, Росія)
- «Критичний стан» (2002, серіал, Україна)
- «Проти течії» (2004, серіал, Росія)
- «Подруга особливого призначення» (2005, серіал, Україна)
- «Дурдом» / «Таємниця старого будинку» (2006, мінісеріал, Росія)
- «Таксі для Ангела» (2007, мінісеріал, Росія)
- «Акула» (2009, серіал, Україна)
- «Бабине літо» (2011, серіал, Росія)
- «Весна в грудні» (2011, серіал, Україна)
- «Нічна зміна» (2012, мінісеріал, Росія)
- «Генеральська невістка» (2013, мінісеріал, Росія)
- «Гордіїв вузол» (2014, мінісеріал, Росія)
- «Потрійний захист» (2016-, серіал, Україна / Грузія)
- «Невиправні» (2017-, серіал, Україна)
- «Замкнуте коло» (2018-, серіал, Україна)
- «Артист» (2019, серіал, Україна)

## Нагороди
- Премія Телетріумф в номінації «Режисер телепрограми» (2001)

## Сім'я
Перша дружина — економістка Наталія. Друга дружина — акторка Анастасія Матешко.
Сини Артем (1984), Микола (1999) та Андрій (2009).